# Кјеале (Беневенто)
Кјеале је насеље у Италији у округу Беневенто, региону Кампанија.
Према процени из 2011. у насељу је живело 45 становника. Насеље се налази на надморској висини од 252 м.